# Timucua
Timucua (Utina, Timuqua), pleme američkih Indijanaca porodice Timuquanan nastanjeno na istočnoj obali Floride oko današnjeg Cape Kennedyja. Swanton ih locira od rijeke Suwannee to the St. Johns i istočno od od potonje. Jedan njihov ogranak čini se da je živio i u Georgiji, to su bili Osochi. Njihovo ime Timucua poslužilo je da jezikoslovci označe nekoliko srodnih jezika kojima su ova plemena govorila. Populacija Timucua procijenjena je na oko 13,000 (1650), od čega oko 8,000 otpada na Timucua vlastite.
Prvi kontakt s Europljanima imaju u 16. stoljeću kada dolazi Juan Ponce de León. Kasnije su smješteni na misije gdje su ih pokrstili franjevački misionari i sakupili nešto građe o njihovom jeziku. Timucue 1656. podižu ustanak protiv Španjolaca tijekom kojeg su im popaljena mnoga sela i misije, a nakon 8 mjeseci Španjolci su pobijedili i ponovno utemeljili nove misije.
Prodorom Creek i Yuchi Indijanaca 1672. izloženi su napadima, nakon čega su se (1704) preživjeli okupili u misijama oko St. Augustine. Godine 1728. preživjelo je tek jedno selo odakle su 1736. prebačeni u okrug Volusia gdje su ih vjerojatno asimilirali Seminole.
Danas se manja grupa Indijanaca s Tampa Baya izjašnjava pod imenom Taino Timucua.

## Plemena
Timucua Indijanci podijeljeni su na više plemena u području Floride i Georgije, to su: Acuera (1 selo), Agua Dulce ili Fresh Water (25 ), Onatheaqua (1 selo), Surruque (1 selo), Tocobaga (1 selo), Utina (140 sela), svi iz Floride.
Na području Georgije su bili Icafui (7-8 sela), Yui (5 sela)

## Sela
| - Acassa, zaleđe zaljeva Tampa Bay. - Aguacaleyquen, u provinciji Utina između rijeka Suwannee i Santa Fe. - Ahoica, kod rijeke Santa Fe. - Alachepoyo, zaleđe Tampa Baya. - Alatico, možda na Cumberland Islandu. - Albino, 40 leagues ili 4 dana u unutrašnjost od St. Augustine (1 league = 5,5 km). - Alimacani, sjeverno od ušća rijeke St. Johns River. - Amaca, zaleđe Tampa Baya. - Anacapa, u provinciji Fresh Water 20 leagues južno od St. Augustine. - Anacharaqua, lokacija nepoznata. - Antonico, u provinciji Fresh Water. - Apalu, u provinciji Yustaga. - Arapaja, 70 leagues od St. Augustine, možda na Alapaha Riveru. - Araya, južno od rijeke Withlacoochee. - Archaha, lokacija nepoznata. - Assile, on or near Aucilla River. - Astina, lokacija nepoznata. - Atuluteca, možda blizu San Pedro ili Cumberland Islanda. - Ayacamale, lokacija nepoznata. - Ayaocute, u zemlji Utina 34 leagues od St. Augustine. - Ayotore, zaleđe Cumberland Islanda možda jugozapadno. - Beca, lokacija nepoznata. - Becao, lokacija nepoznata. - Bejesi, lokacija nepoznata., možda Apalachee town Wacissa. - Cachipile, 70 leagues zapadno od St. Augustine. - Çacoroy, južno od St. Augustine možda u provinciji Fresh Water. - Cadecha, u savezu s Utina. - Calany, u savezu s Utina. - Caparaca, južno od St. Augustine, možda u provinciji Fresh Water Province. - Casti, lokacija nepoznata. - Cayuco, blizu Tampa Baya. - Chamini, 70 leagues zapadno od St. Augustine. - Chimaucayo, južno od St. Augustine. - Chinica, 70 leagues od St. Augustine. - Cholupaha, u provinciji Potano. - Chuaquin, 60 leagues zapadno od St. Augustine. - Çicale, južno od St. Augustine možda u provinciji Fresh Water. - Cilili, grad Utina. - Colucuchia, bkizu sela Nocoroco. - Coya, lokacija nepoznata. - Disnica, južno od St. Augustine. - Eçalamototo. - Eçita, blizu Tampa Baya, možda varijanta od Oçita. - Eclauou, lokacija nepoznata. - Edelano, na istoimenom otoku na rijeci St. Johns. - Elajay, lokacija nepoznata., možda Calusa. - Elanogue, u provinciji Fresh Water blizu Antonicoa. - Emola, lokacija nepoznata. - Enecaque, lokacija nepoznata. - Equale, u provinciji Fresh Water. - Ereze, zaleđe Tampa Baya. - Esquega, grad ili pleme sa. - Exangue, blitu Cumberland Islanda. - Filache, u provinciji Fresh Water. - Guacara, na rijeci Suwannee River u sjeverozapadnoj Floridi. - Guaçoco. - Heliocopile, lokacija nepoznata. - Helmacape, lokacija nepoznata. - Hicachirico ("Little town"), jednu league od misije San Juan del Puerto, vjerojatno na ušću St. Johns Rivera u provinciji Saturiwa. - Hiocaia, lokacija nepoznata. - Huara, zaleđe Cumberland Islanda. - Itaraholata, južno od Potano, provincija Potano. - Juraya, rančerija, na Timucua teritoriju. - Laca, drugi naziv za Eçalamototo. - Lamale, zaleđe Cumberland Islanda. - Luca, između zaljeva Tampa i rijeke Withlacoochee u zemlji Urriparacoxi. - Machaba. - Maiaca, u provinciji Fresh Water. - Malaca, južno od sela Nocoroco. - Marracou, lokacija nepoznata. - Mathiaqua, lokacija nepoznata. - Mayajuaca, blizu Maiaca. - Mayara, na donjoj St. Johns River. - Mocama, na Cumberland Islandu, provincija Tacatacuru, možda i samostalna provincija. - Mogote, južno od St. Augustine u regiji Nocoroco. - Moloa, na južnoj strani St. Johns Rivera blizu ušća, provincija Saturiwa. |  | - Napa, jednu ligu od Cumberland Islanda. - Napituca, sjeverno od Aguacaleyquen, provincija Utina. - Natobo, misija i 'grad', dvije i pol milje od San Juan del Puerto na ušću rijeke St. Johns River u provinciji Saturiwa. - Nocoroco, možda na ušču rijeke Halifax u provinciji Fresh Water. - Ocale, u istoimenoj provinciji kod današnjeg Ocala. - Oçita, možda na Terra Ceia Island, na zaljevu Hillsborough Bay. - Onathaqua, pleme i možda 'grad' na Cape Canaveral. - Osigubede, poglavica, i možda 'grad' na zapadnoj obali. - Panara, zaleđe Cumberland Islanda. - Parca, lokacija nepoznata. - Patica, na morskoj obali 8 liga južno od St. Johns Rivera. - Patica, na zapadnoj obali St. Johns Rivera na teritoriji Utina. - Pebe, poglavica, i možda grad na zapadnoj obali. - Pentoaya, Indian River. - Perquymaland, južno od Nocoroco; ime je za možda dva 'grada', Perqui i Maland. - Pia, na obali južno od Nocoroco. - Pitano, misija i možda 'grad', ligu i pol od Puturiba. - Pohoy, grad i provincija, na Tampa Bay, i možda sinonim za Ocita. - Potano, glavni 'grad' Potano plemena, na Alachua Plains. - Potaya, 4 lige od San Juan del Puerto na uišću St. Johns Rivera. - Puala, blizu Cumberland Islanda. - Punhuri, zaleđe Cumberland Islanda. - Puturiba, možda uz sjeverni kraj otoka Cumberland Island, u provinciji Tacatacuru. Postojao je i drugi 'grad' zapadno od rijeke Suwannee. - Sabobche, blizu obale južno od Nocoroco. - Saint Julian, u provinciji Fresh Water. - San Mateo, dvije lige od San Juan del Puerto na ušću St. Johns Rivera, provincija Saturiwa. - San Pablo, 1 1/2 ligu od San Juan del Puerto, provincij Saturiwa. - San Sebastian, na morskom rukavcu kod St. Augustine. - Sarauahi, četvrt lige od San Juan del Puerto. - Sena, sjeverno od ušća St. Johns Rivera, možda Amelia River. - Siyagueche, blizu Cape Canaverala. - Socochuno, lokacija nepoznata. - Soloy, nedaleko od St. Augustine. - Surruque, 'grad' i pleme na Cape Canaveral. - Tacatacuru, ime za Cumberland Island i provinciju, i možda glavni 'grad', dvije lige od Barra de San Pedro. - Tafocole, zaleđe Tampa Baya. - Tahupa, zaleđe Cumberland Islanda. - Tanpacaste, poglavica i možda 'grad' plemena Pohoy, i.e., sjeverno od Tampa Bay. - Tarihica, 54 lige od St. Augustine, možda u provinciji Onatheaqua. - Tocaste, na jezeru južno od rijeke Withlacoochee, provincija Urriparacoxi. - Tocoaya, blizu Cumberland Islanda. - Tocobaga, glavni grad istoimene provincije, na Safety Harbor, Tampa Bay. - Tocoy, u provinciji Fresh Water Province 5 liga južno od St. Augustine. - Tolapatafi, nlizu Aucilla Rivera. - Toloco, lokacija nepoznata. - Tomeo, blizu provincije Fresh Water. - Tucura, blizu provincije Fresh Water. - Tucuro, vidi Abino. - Tunsa, možda sinonim za Antonico. - Uçachile, grad i pleme u provinciji Yustaga, možda 'majčinski grad od Osochi. - Uqueten, najjužnije selo u provinciji Ocale na Withlacoochee River. - Urica, 60 liga od St. Augustine. - Uriutina, sjeverno od Aguacaleyquen, možda u Lake City. - Urubia, blizu Cape Canaveral i 1 1/2 lige od grada Surruque. - Utayne, zaleđe Cumberland Islanda. - Utiaca, vidi Abino. - Utichini, ligu i pol od Puturiba. - Utinamocharra, jedan dan putovanja sjeverno od Potano, provincija Potano. - Vera Cruz, pola lige od San Juan del Puerto, provincija Saturiwa. - Vicela, nešto južnije od rijeke Withlacoochee River, provincija Urriparacoxi. - Xapuica, blizu zemlje plemena Guale, možda sinonim za Caparaca. - Xatalalano, zaleđe Cumberland Islanda. - Yaocay, blizu sela Antonico u provinciji Fresh Water. - Ycapalano, kod otoka Cumberland, pola lige ili ligu od Puturiba. - Yufera, možda Cumberland Island. |

## Etnografija
Timucue su prvenstveno živjeli od lova, ribolova i sakupljanja, dok je obrađivanje tla bilo manje zastupljeno. Svoja sela s kolibama prekrivenim palminim lišćem i kružne strukture, zaštićivali su palisadama, a kuće su postavljene oko velike ceremonijalne strukture podignute na središnjem trgu. Odjeća je bila oskudna, a svoja tijela tetovirali su i muškarci i žene. Kosu su nosili spletenu na vrhu glave. Njihovi rituali poznavali su ljudska žrtvovanja a postoje i evidencije o kanibalizmu.

## Vanjske poveznice
- Taino Timucua Tribal Web Page